# Арцыбашев, Дмитрий Дмитриевич
Дми́трий Дми́триевич Арцыба́шев (31 марта 1873, Москва — 22 мая 1942) — русский и советский инженер-механик, один из крупнейших специалистов по декоративному садоводству и цветоводству. Профессор Таврического университета (1920) и Харьковского сельскохозяйственного института (с 1930 года). Основал опытную станцию «Мещерская» по интродукции растений. В 1937 году был репрессирован.

## Биография
Родился в семье дворянина. Его прапрадед майор Дмитрий Иванович Арцыбашев с женой Татьяной Яковлевной в середине XVIII века купили землю в деревне Барсуково. Отец его Дмитрий Николаевич (22.02.1837—13.08.1917) был хранителем отдела изящных искусств Румянцевского музея.
В 1891 году окончил Поливановскую гимназию и поступил на физико-математический факультет Московского университета. После 3 курса продолжил образование в Московском сельскохозяйственном институте.
В 1897—1901 годах преподавал в Горецком ремесленном училище, был его управляющим.
В 1901 году переехал в Санкт-Петербург и поступил на службу в Министерство земледелия, в Учёный комитет Главного управления. Одновременно преподавал на Высших (Стебутовских) сельскохозяйственных курсах, работал инспектором департамента земледелия Харьковской губернии (1906). С 1907 года возглавлял бюро по сельскохозяйственному машиностроению при Учёном Комитете, руководил отделом сельскохозяйственных машин Императорского сельскохозяйственного музея.
В 1910-х годах познакомился с Н. И. Вавиловым.
Был последним владельцем имения "Катнаху" в долине Улу-Узень под Алуштой. В имении в 1910-1911 годах было начато выращивание кустов роз на срез.
В 1917—1919 годы возглавлял Бюро иностранных отношений Сельскохозяйственного учёного комитета (преемника Учёного комитета). Вскоре он сменил на посту председателя новосозданного учреждения В. И. Вернадского — до 1919. С 1919 года работал в Институте опытной агрономии, созданном на базе Сельскохозяйственного учёного комитета, в 1925—1928 — во Всесоюзном институте прикладной ботаники и новых культур. В последующие годы работал во Всесоюзной академии сельскохозяйственных наук, Московском зоотехническом институте, Академии коммунального хозяйства; преподавал в Таврическом университете (профессор по кафедре сельскохозяйственного машиноведения, 1920), Харьковском технологическом институте (лекции по сельскохозяйственному машиностроению, 1929), Харьковском сельскохозяйственном институте (профессор с 1930).
В сатирическом журнале «Крокодил» вышел фельетон о «дворянском осином гнезде» в Мещёрке, где бывший хозяин усадьбы якобы пытался внедрять буржуазные методы организации труда и пёкся о закупке за границей семян и растений, как будто своих отечественных ему не хватало. После этого фельетона учёный навсегда простился с родной Мещёркой и стал подвижником идей академика Н. И. Вавилова.

## Работа вместе с Н. И. Вавиловым. Арест и смерть. Реабилитация
С 1935 года — заместитель директора ВИР Н. И. Вавилова по научной части.
В 1937 году, как и Н. И. Вавилова, его обвинили «в контрреволюционной вредительской деятельности» и арестовали, навесив ярлык «врага народа». По другим данным, был арестован 8 апреля 1942 года.
Умер в мае 1942 года в Бутырской тюрьме. Могила неизвестна.
В 1959 году Судебной коллегией по уголовным делам Верховного суда РСФСР дело в отношении Д. Д. Арцыбашева отменено за отсутствием состава преступления.

### Семья
- Жена Наталья Васильевна
  - Сын Михаил
    - внук Дмитрий — конструктор космических кораблей[4].

## Научная деятельность
Объезжает страны Америки и Европы и устанавливает контакты с ведущими учёными.
В 1903 году в своем имении Мещёрка на собственные средства заложил уникальный парк площадью 4 гектара и в 1905 году приступил к первым опытам интродукции: в лесостепную зону были завезены и посажены 90 экземпляров никогда не произраставших здесь растений (ель, сосна, туя, берёза, клён, сирень, жасмин-чубушник). Созданная таким образом опытная станция «Мещерская» в 1924 году под названием «Тульская акклиматизационная станция» стала опорным пунктом Института прикладной ботаники и новых культур (ныне — крупнейший в России Мещерский дендрарий).
В 1920-е годы его опытная станция «Мещёрская» в качестве филиала института вошла в структуру отдела натурализации, плодоводства и огородничества этого института, заведующим этим отделом его назначил всё тот же Н. И. Вавилов. Арцыбашев начинает свою деятельность на юге СССР в совхозе «Южные культуры» близ города Адлер. По его рекомендации были предложены к распространению породы из Калифорнии, которые могли бы пойти на обсадку территорий курортов. Он стал специализироваться на широком размножении вересковых-рододендронов, азалий, вересков, андромед и растений других родов. По его рекомендации удалось сохранить коллекцию пальм. Он организовал цветоводство на Кавказе в качестве полноценной отрасли народного хозяйства.
Арцыбашеву принадлежит несколько крупных работ в области сельскохозяйственного машиностроения. Он является автором популярной в то время брошюры, ставшей учебным пособием, «Сельскохозяйственные машины и орудия на Минской юбилейной выставке 1901 г.».

### Избранные труды
Источник — Электронные каталоги РНБ
- Арцыбашев Д. Д. Важнейшие сельскохозяйственные орудия и машины. — СПб. : Сел. вестн., 1908. — 40 с. — (Крестьянское дело ; Кн. 5)
- Арцыбашев Д. Д. Декоративное садоводство : (Новейшие достижения). — М.: Сельхозгиз, 1941. — 348 с.
- Арцыбашев Д. Д. Колосоуборки (стрипперы и ходеры) : С 23 рис. / ГУЗ и З. Деп. земледелия. — СПб. : тип. В. Киршбаума, 1908. — 32+9 с. — (Современные вопросы сельскохозяйственной механики)
- Арцыбашев Д. Д. Комбайны. Их современные конструкции и значение. — М., 1930.
- Арцыбашев Д. Д. Краткие сведения о деятельности Бюро сельскохозяйственной механики за 1912 год / ГУЗ и З. Учен. ком. — СПб. : типо-лит. М. П. Фроловой, 1913. — 27 с.
- Арцыбашев Д. Д. Орудия и машины сельского хозяйства : Рук-во для с.-х. учеб. заведений и сел. хозяев. — СПб. : А. Ф. Девриен, 1910. — 6+370 с. — (Учебники, составленные по поручению Департамента земледелия)
  -  — 2-е изд., перераб. и знач. доп. — СПб. : А. Ф. Девриен, 1915. — 12+365 с.
- Арцыбашев Д. Д. Орудия и машины «сухого земледелия». — СПб.: типо-лит. М. П. Фроловой, 1911. — 38 с.
- Арцыбашев Д. Д. Отчет по испытанию рядовых сеялок крестьянского типа, устроенному в 1906 году на средства Департамента земледелия инспектором сельского хозяйства в Харьковской губернии. — Харьков : тип. Б.Бенгис, 1906. — 89+4 с.
- Арцыбашев Д. Д. Простейшие приборы по молочному хозяйству : Сепараторы, маслобойки и маслоотжималки. — М. : К. И. Тихомиров, 1898. — 62 с.
- Арцыбашев Д. Д. Садовые формы деревьев и кустарников. — 1939.
- Арцыбашев Д. Д. Сборка молотилок и приводов. — СПб. : тип. В. Киршбаума, 1908. — 60 с. — (Главное управление землеустройства и земледелия. Отделение сельской экономии и сельскохозяйственной статистики. Руководства для кустарей)
- Арцыбашев Д. Д. Сельскохозяйственное машиностроение в Соединённых Штатах Северной Америки и в Канаде. — СПб. : тип. «Сел. вестн.», 1909. — 138 с.
- Настольная книга русского земледельца / Сост. при участии Д. Д. Арцыбашева, С. С. Бажанова, В. В. Винера [и др.]; По общ. пл. и под ред. П. Н. Соковнина. — СПб. : Сел. вестн., 1910. — 466+18 с.
  -  — 2-е изд., значит. доп. и испр. — СПб. : Сельский вестник, 1914. — 8+720+13 с.
  -  — 3-е изд. — Пг. : Сельский вестник, 1916. — 8+720+13 с.

## Награды
- орден Святого Станислава II степени
- орден Святой Анны II степени[1].